# Классификация мотоциклов
Классификация мотоциклов (от лат. classis — разряд и facere — делать) — способ распределения мотоциклов по классам, типам, видам, группам, разрядам, при котором в одну группу попадают объекты, обладающие общим признаком.
Классификация мотоциклов, как и всякая классификация, является результатом некоторого огрубления действительных граней между видами в силу их условности и относительности. Обычно в качестве основания деления в классификации выбирают требование, существенные для данных предметов. Можно проследить, как исторически изменялись основания классификаций с техническим развитием самих мотоциклов.

## Виды классификаций
Существует несколько основных видов классификаций мотоциклов:
- Классификация-систематизация по формальному признаку.
- Классификация по единому техническому принципу.
- Классификация по элементам компоновки.
- Классификация по назначению.
- Классификация по стандартам.
- Классификация по типам мотоциклов.

Внутри классов разделение может быть продолжено по другим основаниям.

## Классификация-систематизация мотоциклов
Первая классификация возникла с появлением первых мотоциклетных гонок и определяла простейший технический регламент соревнований до 1900 г. Она была предложена Автомобильным клубом Франции (Automobile Club de France) в 1899 г. Мотоциклами считались все самодвижущиеся экипажи весом до 200 кг. Вследствие этого в класс мотоциклов попадали также трициклы и четырёхколесные машины (квадрициклы), приближавшиеся по типу конструкции к легким автомобилям. Такие технические данные мотоциклов как вес, мощность и размеры двигателя, — не учитывались.
Существовало три основных класса мотоциклов:
- мотоциклы с числом мест более одного;
- мотоциклы одноместные;
- мотоциклы без цепной передачи.

Первые два класса в основном охватывали трициклы, которые нередко строились двухместными и имели шестеренные или цепные передачи, а третий класс — двухколесные мотоциклы, обычно имевшие ременную передачу.
Основание для классификации является формальным, а сам мотоцикл ещё даже не рассматривается как одноколейная машина.

## Классификация мотоциклов по единому техническому принципу

### Классификация по массе
Была разработана также Автомобильным клубом Франции (Automobile Club de France) в 1902 г. В основу классификации был положен вес мотоцикла. Ограничение массы должно было способствовать рациональному использованию предоставленного конструктору материала и поощрять применение легких сплавов.
Существовало два класса:
- мотоциклы (Motorcycles) массой до 250 кг;
- мотоциклеты (Motocyclettes) массой до 50 кг.

Слово «мотоциклет» на французском языке является уменьшительным от слова «мотоцикл», и использовано для обозначения конструкции малой массы. В русском языке эта разница обычно не отражается, «мотоциклетный» — остается принадлежностью к «мотоциклу», а не к «мотоциклету».
Весовые пределы объясняются конструктивными особенностями мотоциклов того времени. Большой вес первого класса отражал вес трехколесных машин (трициклов), малый вес второго класса — относился к двухколесным мотоциклам.
Весовая классификация применялась в течение ряда лет преимущественно в шоссейных гонках на мотоциклах.
Отрицательные стороны классификации по весу для развития мотоциклостроения — облегчение ходовых частей, рамы и других деталей, приводящее к снижению запасов прочности, наряду с тем, чтобы большую часть материала использовать для установки более мощного двигателя. На легких мотоциклах массой 50 кг могли быть установлены двигатели с рабочим объёмом до 1500 см³. Такая диспропорция между двигателем и остальными деталями приводила к тому, что мотоциклы гоночного типа были ненадежными и недостаточно износоустойчивыми.
Классификация по весу применялась, например, и в СССР, уже не только для спортивных, а для всех типов мотоциклов. В зависимости от веса мотоциклы разделяли на:
- сверхлегкие — от 60 до 80 кг;
- легкие — от 120 до 140 кг;
- средние — от 150 до 170 кг;
- тяжелые — от 180 кг и выше.

### Классификация по нормам расхода топлива
Способ классификации по нормам расхода топлива появился на гонках Турист Трофи в 1907—1908 гг. и содействовал на тот момент улучшению таких эксплуатационных качеств как стремление к высоким скоростям, увеличение топливной экономичности, снижение массы, улучшение внешней формы мотоцикла, улучшение устойчивости и управляемости. Однако, контроль расхода топлива во время гонок был связан с техническими затруднениями, поэтому не получил распространения.
Классов было всего два:
- старшая категория (Senior) — для двухцилиндровых мотоциклов, расход бензина не должен превышать 3,8 л на 100 км (3,5 л в 1908 г.);
- младшая категория (Junior) — для одноцилиндровых мотоциклов, расход бензина не должен превышать 3,1 л на 100 км (2,8 л в 1908 г.);

### Классификация по величине рабочего объема двигателя
Классификация впервые появилась на трековых гонках в 1903—1904 гг. и включала также всего два класса:
- класс «четверть литра» (250 см3)
- класс «треть литра» (333 см3)

С 1912 г. ФИКМ установила для категории мотоциклов-одиночек классы 175, 250, 350, 500, 750 и 1000 см3. В начале 20-х годов эта категория была дополнена классами 75 и 100 см3. В 30-х годах появился класс 125 см3, в 1949 г. — класс 50 см3, в 1965 г. — класс 1300 см3.
Для категории мотоциклов с колясками с 1912 г. были установлены классы 350, 500, 750 и 1000 см3. В 20-х годах класс 500 см3 был заменен классом 600 см3, а в 1949 г. эта категория была преобразована в категорию трехколесных машин, объединяющую мотоциклы с колясками, мотоциклы с третьим опорным колесом и трехколесные автомобили. В ней были предусмотрены классы 350, 500, 750 и 1200 см3, к которым в 1955 г. добавили ещё класс 250 см3. В 1965 г. вместо класса 1200 см3 были введены классы 1000 и 1300 см3.
Первоначально смысл этой классификации состоял в том, чтобы поощрять наиболее полное использование заданного количества горючей смеси, то есть стимулировать развитие литровой мощности. Привело это к тому, что в первое время увеличение литровой мощности шло главным образом за счет увеличения степени сжатия и улучшения работы органов газораспределения, что сопровождалось улучшением топливной экономичности двигателей. Однако, в конце 30-х годов применение нагнетателей для подачи горючей смеси в цилиндры значительно увеличило литровую мощность, но удельные расходы топлива возросли, что снизило экономические качества мотоциклов.
С 1946 г. ФИМ запретила применение нагнетателей на мотоциклах, предназначенных для шоссейно-кольцевых гонок, что способствовало появлению высококачественных гоночных двигателей, но не исключило тенденцию к переходу на все более сложные и дорогие многоцилиндровые конструкции.
Классификация гоночных мотоциклов по рабочему объёму двигателя, несмотря на все её недостатки, до сих пор применяется во всех скоростных соревнованиях.

### Классификация по ограничению каких-либо технических параметров
Такие классификации не существовали в «чистом виде», ограничение технического параметра добавлялось к классификации по рабочему объёму двигателя. Например, это могло быть ограничением суммарной площади поршней двигателя, ограничением по массе, ограничением количества цилиндров, ограничением числа передач, ограничение шума выхлопа двигателя, минимальным количеством поступивших в продажу серийных мотоциклов модели.

## Классификация мотоциклов по элементам компоновки
Компоновка — общая схема расположения основных агрегатов мотоцикла. Наиболее известны следующие разновидности:

### Классификация по типу двигателя
- Поршневые двигатели (двухтактные или четырёхтактные; различающиеся по числу и расположению цилиндров).
- Роторно-поршневые двигатели.

### Классификация по типу главной передачи
- С цепной передачей.
- С карданным валом.
- С ременной передачей.
- С шестернями.

### Классификация по типу привода
- Переднеприводные
- Заднеприводные
- Полноприводные

### Классификация по способу управления
- Неавтоматическая коробка передач — используется на подавляющем большинстве мотоциклов.
- Автоматическая коробка передач — некоторые спортивные мотоциклы, например, Husqvarna 500 AE (Automatic Enduro).

### Классификация по количеству колес
- моноциклы;
- бициклы;
- трициклы;
- квадроциклы.

## Классификация мотоциклов по назначению

### Принятая в СССР классификация отечественных мотоциклов[4]
- Дорожные — предназначенные для передвижения людей и перевозки грузов. Например, к ним относятся мотоциклы следующих марок: М1А, К-125, К-55, К-175, ИЖ-350, ИЖ-49, ИЖ-56, М-72.
- Специального назначения — дорожные мотоциклы, предназначенные для перевозки однородных грузов или товаров, для несения службы связи, медицинской или противопожарной службы и т. п.
- Спортивные — созданные обычно на базе дорожных мотоциклов и предназначенные для участия в различных спортивных мероприятиях, а именно: в мотоциклетных кроссах, многодневных гонках, кольцевых и шоссейных гонках и др. Например, к ним относятся следующие марки: М1Е, К-125 С-2, М-72К, М-75М, М-76, М-77, ИЖ-50, ИЖ-50 М, ИЖ-51, ИЖ-54.
- Гоночные — изготовленные или специально подготовленные для участия в скоростных гонках (линейных и кольцевых шоссейных соревнований), их нельзя использовать в других видах соревнований или в качестве дорожных. Различают гоночные мотоциклы без наддува — например, ИЖ-54-С2, С-154, С-254, С-354, и с наддувом (их также называют рекордно-гоночными) — например, С1Б, С2Б, С3Б, «Комета-2», ГК-1, М-35-К.

### Классификация, принятая у японских производителей
В настоящее время свой модельный ряд японские производители обычно разделяют всего на три общих типа.
- Дорожные — для широкого пользования на дорогах.
- Спортивные — только для соревнований.
- Двойного назначения — промежуточная группа для дорог и бездорожья.

|                     | Honda        | Yamaha      | Kawasaki       |
| ------------------- | ------------ | ----------- | -------------- |
| Дорожные            | Road Sports  | Sportbikes  | Sports Cruiser |
| Двойного назначения | Dual Purpose |             | Dual Purpose   |
| Спортивные          | Competition  | Competition | Competition    |

## Классификация мотоциклов по стандартам
Стандарты обычно содержат требования к терминологии, некоторые стандарты могут иметь статус обязательных к применению на время перехода к системе технических регламентов. Для примера приводятся классификации по стандартам, принятые в России.

### Классификация по ПДД
Правила дорожного движения включают в себя технические требования, предъявляемые к транспортным средствам. По ПДД (Правилам Дорожного Движения) в России, например, к мотоциклам приравниваются трех- и четырёхколесные транспортные средства, имеющие массу в снаряженном состоянии не более 400 кг.

### Классификация по ГОСТу
Отдельный вид классификации, связанный с государственными стандартами. Согласно ГОСТу Р 52051-2003 «Механические транспортные средства и прицепы. Классификация и определения», мотоциклы и подобные им механические транспортные средства, имеющие менее четырёх колес, а также квадрициклы относятся к категории L, внутри которой существует семь разновидностей:
- двухколесный мопед;
- трехколесный мопед;
- мотоцикл;
- мотоцикл с коляской;
- трицикл;
- легкий квадрицикл;
- квадрицикл.

### Классификация по спортивному кодексу
В России спортивный кодекс представляет собой свод общих правил, установленных Мотоциклетной федерацией России (МФР), регламентирующей все спортивные соревнования, проводимые в стране под её юрисдикцией. Классификация основана на правилах, принятых Международной Мотоциклетной Федерацией (ФИМ). Классификация условно делит мотоциклы на три категории по типу привода (п.01.17). Мотоциклы каждой категории и группы делятся на классы в зависимости от максимального рабочего объёма двигателя (п.01.18).
Категория 1 — мотоциклы с приводом на одно колесо. Они делятся на:
- группа А1 — одноколейные двухколесные мотоциклы (мотоциклы-одиночки);
- группа А2 — мотороллеры — мотоциклы специфической конструкции, предназначенные для езды по дорогам с повышенной комфортабельностью;
- группа A3 — мотоциклы с одноцилиндровым двигателем объёмом до 50 см³ и автоматической трансмиссией;
- группа B1 — мотоциклы с коляской, то есть одноколейный мотоцикл-одиночка с прикрепленной к нему коляской с одним колесом, образующим вторую колею. Коляска или платформа предназначена для спортсмена (колясочника), который принимает в ней различные положения сидя, лежа, стоя, свесившись и т. д. в зависимости от дисциплины соревнований.
- группа В2 — то же, что В1, но не постоянно прикрепленной (несъемной) к мотоциклу коляской, оставляющей две или три колеи;
- группа ВЗ — трехколесные экипажи, изготовленные как одно целое и образующие три колеи, с местом для водителя и колясочника.

Мотоциклы групп А1, В1 и В2 подразделяются на типы: дорожные, спортивные, гоночные и рекордные.
- Дорожными называются мотоциклы, выпускаемые заводами для езды по обычным дорогам, и продаваемые через торговую сеть. Перечень возможных изменений, вносимых в конструкцию дорожных мотоциклов, допускаемых к соревнованиям, оговаривается в Положении.
- Спортивными называются мотоциклы, построенные для спортивных целей, в том числе самими спортсменами, на базе дорожных и отвечающие предъявляемым к ним техническим требованиям по дисциплинам.
- Гоночными называются мотоциклы, специально построенные для определенного вида соревнований.
- Рекордными — называются мотоциклы специальной конструкции, изготовленные в единичных экземплярах и рассчитанные на достижение наивысших скоростей в особых, наиболее благоприятных дорожных условиях.

Мотоциклы групп А2 и A3 могут быть только дорожного типа.
Категория 2 — специальные мотоциклы с приводом на одно или несколько колес, не подпадающие под категорию 1;
Мотоциклы категории 2 делятся на следующие группы:
- группа С — специальные двухколесные мотоциклы,
- группа D — специальные трехколесные мотоциклы,
- группа Е — снегоходы,
- группа F — спринтеры и драгстеры,
- группа G и H — квадроциклы.

Категория 3 — мотоциклы с электрическим приводом.
| по типу привода                                              | по компоновке                                                                          | по назначению | по назначению | по назначению | по назначению | по рабочему объёму двигателя | по рабочему объёму двигателя | по рабочему объёму двигателя | по рабочему объёму двигателя | по рабочему объёму двигателя | по рабочему объёму двигателя | по рабочему объёму двигателя | по рабочему объёму двигателя | по рабочему объёму двигателя | по рабочему объёму двигателя | по рабочему объёму двигателя | по рабочему объёму двигателя | по рабочему объёму двигателя | по рабочему объёму двигателя | по рабочему объёму двигателя |
| ------------------------------------------------------------ | -------------------------------------------------------------------------------------- | ------------- | ------------- | ------------- | ------------- | ---------------------------- | ---------------------------- | ---------------------------- | ---------------------------- | ---------------------------- | ---------------------------- | ---------------------------- | ---------------------------- | ---------------------------- | ---------------------------- | ---------------------------- | ---------------------------- | ---------------------------- | ---------------------------- | ---------------------------- |
| мотоциклы с приводом на одно колесо                          | мотоциклы-одиночки                                                                     | Дорожные      | Спортивные    | Гоночные      | Рекордные     | 50                           | 65                           | 80                           | 100                          | 125                          | 175                          | 250                          | 350                          | 450                          | 500                          |                              | 750                          | 1000                         | 1300                         | open                         |
| мотоциклы с приводом на одно колесо                          | мотороллеры                                                                            | Дорожные      |               |               |               | 50                           | 65                           | 80                           | 100                          | 125                          | 175                          | 250                          | 350                          | 450                          | 500                          |                              | 750                          | 1000                         | 1300                         | open                         |
| мотоциклы с приводом на одно колесо                          | мотоциклы с одноцилиндровым двигателем объёмом до 50 см3 и автоматической трансмиссией | Дорожные      |               |               |               | 50                           |                              |                              |                              |                              |                              |                              |                              |                              |                              |                              |                              |                              |                              |                              |
| мотоциклы с приводом на одно колесо                          | мотоциклы со съемной коляской                                                          | Дорожные      | Спортивные    | Гоночные      | Рекордные     |                              |                              |                              |                              |                              |                              | 250                          | 350                          |                              | 500                          | 650                          | 750                          | 1000                         | 1300                         |                              |
| мотоциклы с приводом на одно колесо                          | мотоциклы с несъемной коляской                                                         | Дорожные      | Спортивные    | Гоночные      | Рекордные     |                              |                              |                              |                              |                              |                              | 250                          | 350                          |                              | 500                          | 650                          | 750                          | 1000                         | 1300                         |                              |
| мотоциклы с приводом на одно колесо                          | трехколесные экипажи, изготовленные как одно целое                                     |               |               |               |               |                              |                              |                              |                              |                              |                              |                              |                              |                              |                              |                              |                              |                              |                              |                              |
| специальные мотоциклы с приводом на одно или несколько колес | специальные двухколесные мотоциклы                                                     |               |               |               |               |                              |                              |                              |                              |                              |                              |                              |                              |                              |                              |                              |                              |                              |                              |                              |
| специальные мотоциклы с приводом на одно или несколько колес | специальные трехколесные мотоциклы                                                     |               |               |               |               |                              |                              |                              |                              |                              |                              |                              |                              |                              |                              |                              |                              |                              |                              |                              |
| специальные мотоциклы с приводом на одно или несколько колес | снегоходы                                                                              |               |               |               |               |                              |                              |                              |                              |                              | 175                          | 250                          | 350                          |                              | 500                          |                              | 750                          |                              | 1300                         |                              |
| специальные мотоциклы с приводом на одно или несколько колес | спринтеры и драгстеры                                                                  |               |               |               |               |                              |                              |                              |                              |                              |                              |                              |                              |                              |                              |                              |                              |                              |                              |                              |
| специальные мотоциклы с приводом на одно или несколько колес | квадроциклы                                                                            |               |               |               |               |                              |                              |                              |                              |                              |                              |                              | 300                          |                              | 500                          |                              | 750                          | 900                          |                              |                              |
| мотоциклы с электрическим приводом                           |                                                                                        |               |               |               |               |                              |                              |                              |                              |                              |                              |                              |                              |                              |                              |                              |                              |                              |                              |                              |

## Классификация мотоциклов по типам

### Классификации на официальных сайтах дилеров
Для американского и европейского рынка модельный ряд японских мотоциклов представлен в более развернутом виде, нежели для японского. Помимо общего разделения (на дорожные, спортивные и двойного назначения) мотоциклы делятся на типы в зависимости от компоновки и стиля.
|                     | Honda                      | Yamaha                      | Kawasaki            | Suzuki    |
| ------------------- | -------------------------- | --------------------------- | ------------------- | --------- |
| Дорожные            | Street: Touring            |                             | Touring             | Touring   |
| Дорожные            | Street: Sport Touring      |                             |                     |           |
| Дорожные            |                            | Street: Super Sport Touring | Super Sport Touring |           |
| Дорожные            | Street: Adventure          | Street: Adventure Touring   |                     | Adventure |
| Дорожные            | Street: Crouisers          |                             | Cruisers            | Cruiser   |
| Дорожные            | Street: Chopper            |                             |                     |           |
| Дорожные            | Street: Sport              |                             | Sport               | Sportbike |
| Дорожные            |                            | Street: Super Sport         | Super Sport         |           |
| Дорожные            |                            |                             |                     | Standart  |
| Дорожные            | Street: Motard             |                             |                     |           |
| Двойного назначения | OffRoad/Street: Dual Sport | Street: Dual Purpose        | Dual Purpose        | Dualsport |
| Спортивные          | OffRoad: Motocross         | OffRoad: Motocross          | Motocross           | Motocross |
| Спортивные          |                            | OffRoad: OffRoad            | OffRoad             | Offroad   |
| Спортивные          |                            |                             |                     | Kids      |
| Спортивные          | OffRoad: Trail             |                             |                     |           |

### Классификация, предложенная издательством «За рулем»
Впервые классификация была опубликована в 1995 году, а затем с некоторыми дополнениями периодически приводилась в последующих выпусках каталога «Мир мотоциклов» с оговоркой, что как и любая классификация, она не может претендовать на полноту, так как любой мотоцикл способен переместиться из одной категории в другую за счет установки различных аксессуаров, смены шин и других изменений. Основанием для классификации авторы указывают назначение и компоновку и включают в неё не только мотоциклы, но и мопеды и мотороллеры. Также при выделении типов отдельно рассматривается такой параметр как стиль мотоцикла.
- Минибайки:

- простые конструкции мопедного происхождения,
- более сложные конструкции мотоциклетного происхождения,
- складные.

- Стандартные или «классические» мотоциклы — мотоциклы в базовом исполнении, сохраняющие классическую простоту стиля. Специфическая группа — неоклассики, стилизованные в духе прошлых лет, включает в себя:

- ретро-мотоциклы, воспроизводящие стиль 50-70-х годов;
- стрит-байки, наследники кафе-рейсеров 60-х годов;
- скрэмблеры.

- Мотоциклы, выполненные в американском стиле:

- кастомы;
- чопперы;
- круизеры;
- дрегстеры;
- дрессеры;

- Спортбайки — как правило, самые мощные и скоростные мотоциклы, за исключением специальных гоночных моделей:

- типичные спортбайки;
- спорт-туристы;
- нейкеды.

- Туристские мотоциклы — наиболее комфортабельные для дальних поездок по хорошим дорогам. Этот тип иногда объединяют со спорт-туристами и дрессерами.
- Мотоциклы двойного назначения — предназначены для движения как по асфальтовым дорогам, так и по бездорожью, компоновка выполнена в стиле «эндуро» (специально оговаривается, что термин «эндуро» без оговорок применяется только для машин чисто спортивного назначения[20][21][22]). По дорожным качествам мотоциклы двойного назначения делят на:

- «жесткие» — они наиболее приближены к спортивной технике, чем остальные мотоциклы двойного назначения, но в отличие от мотоциклов для эндуро имеют более комфортное сиденье и пассажирские подножки;
- «мягкие» — предназначенные, скорее, для дорог, но не исключающие передвижение по пересеченной местности;
- «туристские» — оснащенные двигателями большого рабочего объема, с более комфортабельной посадкой и более тяжелые, что затрудняет передвижение по пересеченной местности;
- «городские» — обутые в чисто шоссейные шины, вследствие этого непригодные для бездорожья.

- Мотоциклы специального назначения — оснащенные специальным оборудованием:

- армейские;
- полицейские;
- пожарные;
- для скорой помощи и др.

Сюда же относят мотоциклы повышенной проходимости.
- Спортивные мотоциклы — мотоциклы для соревнований в различных мотодисциплинах. Делятся на:

- гоночные (для шоссейно-кольцевых гонок),
- кроссовые,
- эндуро — см. «Мотоциклы для эндуро»,
- триальные,
- для ралли-рейдов,
- для мотобола,
- мотарды (для соревнований супермото),
- для спидвея,
- и т. д. для других дисциплин.

Сюда же принято включать и детские спортивные мотоциклы - предназначенные для получения первых навыков внедорожной езды.
- Мотоциклы с колясками.
- Мотовездеходы (ATV).
- Грузовой мототранспорт.